# رازدولنی (شهرستان کامنسکی، سرزمین آلتای)
رازدولنی (به لاتین: Razdolny) یک منطقهٔ مسکونی در روسیه است که در سرزمین آلتای واقع شده‌است.